# Giorgio Martinuzzi
Giorgio Martinuzzi, in croato Juraj Utješinović Martinušević, in ungherese Martinuzzi György, conosciuto come Fráter György (Isole Incoronate, 18 giugno 1482 – Alvinc, 16 dicembre 1551), è stato un cardinale, arcivescovo cattolico e politico ungherese del Rinascimento.

## Biografia
Nacque in Dalmazia, da un nobile dalmata e una veneziana della famiglia dei Martinuzzi. In giovane età passò alla corte ungherese di Giovanni Corvino ove conobbe Giovanni Zápolya sotto il quale prestò servizio come soldato per alcuni anni. Quando aveva 28 anni, abbandonò la vita militare ed abbracciò la carriera ecclesiastica entrando come monaco nell'ordine dei Paolini.
La sua carriera come uomo di stato inizia nel 1527 quando il suo vecchio padrone, Giovanni Zápolya, nel frattempo nominato re d'Ungheria (1526), è costretto alla fuga dal suo antagonista al trono, Ferdinando I.
Zápolya affida a Martinuzzi una missione diplomatica presso Ferdinando I, che grazie al tatto ed alla diplomazia di Martinuzzi ha successo consentendo a Zápolya di rientrare a Buda (1529). D'ora in avanti Martinuzzi sarà il tesoriere e consigliere privato di Giovanni Zápolya. Nel 1534 il re d'Ungheria lo nomina vescovo di Gran Varadino, ma il papa non gli accordò la bolla di nomina per cinque anni, durante i quali amministrò la diocesi per mezzo di vescovi ausiliari. Intanto nel 1536 venne nominato vescovo di Csanád.
Ebbe un ruolo di fondamentale importanza nelle trattative con l'Austria e gli Ottomani che portarono nel 1538 alla firma del Trattato di Gran Varadino che pose fine di fatto alla disputa fra i due sovrani per il trono d'Ungheria.
Il 30 maggio 1539 ottenne la bolla di nomina e fu trasferito alla diocesi di Gran Varadino.
Alla morte di Giovanni Zápolya (1540) fu nominato tutore del figlio Giovanni Sigismondo, designato dal padre suo erede al trono, nonché reggente d'Ungheria.
Per salvaguardare i diritti di Giovanni Sigismondo, ignora le clausole del trattato di Gran Varadino e si attira le ire di Ferdinando I che nel 1541 invade l'Ungheria con un esercito. Per contrastare Ferdinando I, Martinuzzi cerca l'appoggio dei Turchi ed il 28 agosto 1541, si reca a rendere omaggio al sultano Solimano il Magnifico. I Turchi lo ricevono, ma durante la sua assenza, mentre il giovane re si trova nell'accampamento turco, essi conquistano Buda. Il Martinuzzi si rende quindi conto che deve raggiungere un accordo sia con l'Austria che con i Turchi. L'accordo viene raggiunto il 29 dicembre 1541 con il trattato di Gyula, con il quale l'Ungheria occidentale viene ceduta definitivamente a Ferdinando I, mentre la Transilvania è assegnata a Giovanni Sigismondo come principato indipendente sotto la sovranità turca. Il principato includeva, oltre alla Transilvania propriamente detta, molte contee ungheresi da entrambe le sponde del Tibisco e la città di Košice. Con questa politica il Martinuzzi cercava di conservare la Transilvania intatta coltivando rapporti amichevoli con l'Austria senza offendere gli Ottomani. Era una politica difficile, ma che per un certo tempo gli riuscì brillantemente.
Nel 1545, approfittando della crescente impopolarità di Ferdinando I, dovuta alla sua incapacità di difendere l'Ungheria contro i Turchi, Martinuzzi tentò di unificare l'Ungheria austriaca e la Transilvania sotto Giovanni Sigismondo come re nazionale. Quando il suo tentativo non riuscì puntò definitivamente ad un'alleanza con Ferdinando I con il quale siglò nel 1549 il trattato di Nyírbátor.

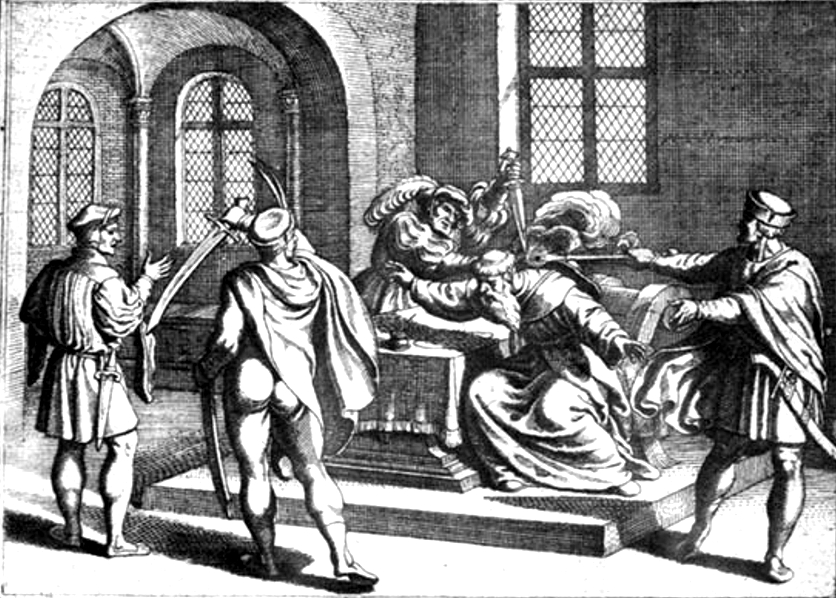
Assassinio del cardinale Giorgio Martinuzzi.

La regina Isabella, che odiava Martinuzzi e costantemente lo aveva osteggiato, cercò di fomentargli contro il Sultano. Fu quindi organizzata una coalizione contro di lui (nel 1550) formata dalla regina, i nobili di Moldavia e Valacchia ed i Turchi. Martinuzzi reagisce prontamente e brillantemente, rinchiude la regina ad Alba Iulia, porta i nobili fuori dalla Transilvania, sconfigge i Turchi in battaglia a Deva, e infine costringe Isabella ad accettare una composizione con l'Austria molto vantaggiosa per la sua famiglia e per la Transilvania. Queste decisioni saranno poi ratificate dalla dieta di Cluj Napoca nell'agosto 1551. Martinuzzi mantiene il titolo di voivoda della Transilvania e viene nominato arcivescovo di Strigonio.
Il 12 ottobre 1551 papa Giulio III lo nomina cardinale, concedendogli il permesso di vestire l'abito del suo ordine anziché la porpora cardinalizia.
Nei mesi successivi, tuttavia, l'incapacità di Ferdinando I di difendere l'Ungheria contro i turchi, come promesso, costringe Martinuzzi a riprendere il pagamento dei tributi alla Porta. Tuttavia i turchi non si fidano più di un diplomatico di cui non capiscono il comportamento e quindi attaccano e conquistano Cenad ed altri villaggi. Martinuzzi, insieme con i generali imperiali Castaldo e Pallavicini, uniscono le loro forze contro il nemico comune; ma quando Martinuzzi tenta una mediazione fra i turchi e gli ungheresi, Castaldo la interpreta come un tradimento che riferisce all'imperatore Ferdinando I chiedendogli il permesso di ucciderlo. Allo scopo viene ingaggiato il segretario di Martinuzzi, Marco Aurelio Ferrari, che accoltella il suo padrone alle spalle nel castello di Alvinc mentre stava leggendo una lettera, il 16 dicembre 1551. Martinuzzi, nonostante i suoi sessantanove anni, si difende, ma alla fine viene ucciso con la collaborazione del Pallavicini e di altri soldati.
Ferdinando I si addossa la responsabilità dell'omicidio e trasmette a papa Giulio III un voluminoso incartamento contenente le prove del tradimento di Martinuzzi. Il Papa, che in un primo tempo aveva scomunicato Ferdinando, dopo una lunga esitazione e dopo aver ascoltato oltre cento testimoni, concede il perdono a Ferdinando e ritira la scomunica.

## Genealogia episcopale
La genealogia episcopale è:
- Vescovo Franjo Josefić
- Cardinale Giorgio Martinuzzi, O.S.P.P.E.